# P. S. (Post scriptum)
P. S. (Post scriptum) je slovenski dramski omnibus iz leta 1988, sestavljen je iz treh zgodb v režiji Marcela Buha, Boštjana Hladnika in Andreja Stojana. Vsi trije deli prikazujejo usodo starejših moških, Beg o kiparju, Hlad o samotarju in Prstan pa o filmskem zvezdniku.

## Igralci
- Janez Albreht kot upokojenec
- Ivo Ban
- Peter Bostjančič
- Marjeta Gregorač
- Boštjan Hladnik kot govornik
- Jože Horvat kot mladi igralec
- Roman Končar kot prijatelj
- Gojmir Lesšjak kot prijatelj
- Bojan Marosevič
- Bine Matoh kot prijatelj
- Janez Meglič kot plesalec
- Zvezdana Mlakar kot Judita
- Marko Okorn kot Stane
- Bernarda Oman kot uradnica
- Tine Oman
- Marta Pestator kot igralka
- Anton Petje kot funkcionar
- Dragica Petrovič kot prodajalka
- Vinko Podgoršek kot starec
- Radko Polič kot Polič
- Jožef Ropoša kot fant
- Bert Sotlar kot igralec
- Jurij Souček kot sosed
- Zlatko Šugman kot direktor
- Alenka Svetel
- Judita Zidar kot plesalka
- Stevo Žigon